# Dolichopus sarotes
Dolichopus sarotes är en tvåvingeart som beskrevs av Friedrich Hermann Loew 1866. Dolichopus sarotes ingår i släktet Dolichopus och familjen styltflugor. Inga underarter finns listade i Catalogue of Life.